# Sant Llorenç de Vilalba dels Arcs
Sant Llorenç de Vilalba dels Arcs és una església del municipi de Vilalba dels Arcs (Terra Alta) protegida com a bé cultural d'interès local.

## Descripció
L'església, bastida en pedra, és d'una sola nau de quatre trams, amb absis poligonal i capelles entre contraforts, i cor elevat al peus. A cada costat de l'absis hi ha una sagristia poligonal, cosa que fa que la capçalera sigui exteriorment recta. La coberta de la nau és de creueria amb tercelets que recolza en pilastres clàssiques; la de les capelles laterals és de creueria simple. La façana, barroca, és centrada per la porta d'arc de mig punt amb cassetons, que descansa sobre muntants de motllura fina, i és flanquejada per esvelts estípits sobre basaments: als carcanyols hi ha sengles àngels amb els atributs de Sant Llorenç (la graella i la corona de llorer). Un entaulament de motlluració complexa i ornamentació té al centre l'escut de Vilalba i al damunt un altre cos similar a l'inferior però més petit. El campanar, a l'angle nord-oest, consta de quatre cossos, amb pilastres corínties.
L'església de Vilalba, d'estructura molt similar a la de la Fatarella i la Pobla de Massaluca, és un clar exemple d'edifici renaixentista (murs i suports clàssics i coberta de creueria), que fou acabat, però, en època plenament barroca.

## Història
L'església fou construïda entre finals del segle xvi i mitjan segle xviii. Sembla que l'obra es dugué a terme en tres etapes: entre 1580 i 1590 es feu l'absis i les sagristies, entre 1601 i 1608 es feren dos trams de la nau, amb la porta lateral renaixentista que duu la data 1601, i entre 1702 i 1758 es feu la resta. En aquesta darrera etapa s'acabaren o almenys es cobriren els dos darrers trams de la nau (el més proper a la façana duu la data 1705), que segurament fou encarregada a Francisco Ibargüens. Per la construcció del campanar, que en substituí un d'anterior, es contractà el 1735 a Miquel Porta i Pedro Castillo; també es realitzà el cor i s'enderrocà el que ja hi havia, i es va pavimentar tota l'església.